# Lithophane unicolor
Lithophane unicolor är en fjärilsart som beskrevs av W. Warren 1910. Lithophane unicolor ingår i släktet Lithophane och familjen nattflyn. Inga underarter finns listade i Catalogue of Life.